# جميلة محمود
جميلة محمود هي طبيبة ماليزية. منذ كانون الثاني/يناير 2016 وهي تشغل منصب وكيل الأمين العام للشراكات في الاتحاد الدولي لجمعيات الصليب الأحمر والهلال الأحمر. قبل أن تنضم إلى الاتحاد الدولي؛ شغلت الدكتورة جميلة رئيسة القمة الإنسانية العالمية للأمانة العامة في الأمم المتحدة في نيويورك و رئيس الاستجابة الإنسانية في فرع صندوق الأمم المتحدة للسكان في عام 2011. من 1999 إلى غاية 2009 و رئيس جمعية الإغاثة الطبية الخيرية الماليزية (تُعرف أحيانا باسم رحمة ماليزيا) التي أُسست في حزيران/يونيو 1999 وهي مستوحاة من منظمة أطباء بلا حدود. في عام 2008، وهي واحدة من 16 أعضاء يعينهم الأمين العام للأمم المتحدة بان كي مون في الفريق الاستشاري التابع للصندوق المركزي للاستجابة لحالات الطوارئ.

## التعليم
حضرت جميلة محمود مدرسة أسونتا للبنات في مدينة بيتالينغ جايا. تخرجت في عام 1986 حيث حصلت على شهادة الدكتوراه في الطب من الجامعة الوطنية الماليزية ثم واصلت دراستها من أجل نيل شهادة ماجستير في التوليد وأمراض النساء من نفس الجامعة عام 1992. أصبحت عضوة في الكلية الملكية لأطباء النساء والتوليد في المملكة المتحدة وتلقت تدريبا في مختلف التخصصات الدقيقة لأمراض النساء في المملكة المتحدة. أكملت جميلة برنامج التطوير التنفيذي في المعهد الدولي للإدارة والتنمية في لوزان بسويسرا.

## المسيرة المهنية
بدأت جميلة حياتها المهنية في المستشفى العام بالعاصمة كوالالمبور حيث شغلت منصب محاضرة في طب التوليد والنسائيات في كلية الطب حتى عام 1995. وعملت أيضا كباحثة علمية في جامعة طوكيو ثم أصبحت زميلة في الكلية الملكية لأطباء التوليد وأمراض النساء في عام 2004.
من 1995 إلى 1998 شغلت محمود منصب أمينة صندوق منظمة التوليد وأمراض النساء الماليزية، وكانت أيضا نائبة رئيس الجامعة الماليزية ونائبة منظمة انقطاع الطمث من عام 1999 إلى عام 2000.
حتى عام 2009 كانت تُدرس وتُركز في بحوثها وأعمالها على التوليد وأمراض النساء في كوالالمبور. من عام 2009 إلى عام 2011؛ كانت الدكتورة جميلة مسؤولة عن الفرع الإنساني صندوق الأمم المتحدة للسكان (يُعرف اختصارا باسم UNFPA) في مدينة نيويورك حيث وجهت جهودها نحو الصحة الإنجابية، العنف القائم على نوع الجنس كما ركزت على البيانات السكانية وكيفية الاستفادة منها في حالات الطوارئ.
في مايو 2014؛ عُينت الدكتورة جميلة محمود رئيسة للقمة الإنسانية العالمية للأمانة العامة في مكتب الأمم المتحدة لتنسيق الشؤون الإنسانية الذي يقع مقره في نيويورك وقالت حينها: «أنا ممتنة جدا ويشرفني أن أحصل على هذا المنصب في هذه المبادرة الهامة، خاصة أنني مسلمة ومن ماليزيا»، وقالت في بيان لها عن القمة الإنسانية العالمية التي حاولت دمج كل الأصوات في الساحة الدولية فوضَّحت قائلة: «هذا يتم من خلال ثمانية مشاورات إقليمية مع المتضررين ومنظمات المجتمع المدني والأوساط الأكاديمية والحكومات والقطاع الخاص والجهات المانحة الجديدة ... أن يكون حقا التضامن العالمي بهذه الكيفية فأكيد أننا سنواجه التحديات الإنسانية.» ووفقا للدكتورة جميلة فإن التشاور بات ضروريا الآن؛ حيث تقول: «على الرغم من التقدم والابتكار فإن الاحتياجات الإنسانية تفوق الاستجابة. ويرجع هذا جزئيا إلى الأزمات الممتدة مثل ما يحصل في سوريا حيث يُعاني الناس من التشرد جراء أعمال العنف التي لا تزال مستمرة، كذلك ما يحدث في منطقة الساحل حيث يتكرر الجفاف كل بضع سنوات ... اليوم أصبحت احتياجات الناس متعددة الأبعاد.»

## رحمة ماليزيا
أسست جميلة محمود جمعية طبية خيرية عُرفت فيما بعد باسم رحمة ماليزيا، وقد قامت الجمعية الطبية الخيرية هذه بأعمال إنقاذ في العديد من البلدان بما في ذلك أفغانستان وإندونيسيا عقب زلزال وتسونامي المحيط الهندسي عام 2004.